# Esa Saarinen
Esa Jouni Olavi Saarinen, född 27 juli 1953 i Hyvinge, är en finländsk filosof och skriftställare. 

## Biografi
Saarinen innehade 1973–1999 olika lärarbefattningar i filosofi vid Helsingfors universitet, där han blev filosofie doktor och docent i teoretisk filosofi 1978. Han tillträdde 2002 en nyinrättad lärostol i systemvetenskap vid Tekniska högskolan i Helsingfors. Han väckte första gången uppmärksamhet 1977 som endast 24 år gammal doktorand. Avhandlingen Backwards-Looking Operators in Intensional Logic and in Natural Language utfördes inom analytisk filosofi. Han fattade därefter intresse för punkrörelsen och utgav 1980 tillsammans med Jan Blomstedt artikelsamlingen Punkakatemia, vilken med sitt okonventionella sätt att behandla vetenskapliga frågor rörde om i kulturdebatten och gjorde upphovsmannen allmänt känd som "punkdoktorn". 
Som medialt synlig filosof har Saarinen skärskådat medierna som filosofiskt forum och filosofins plats i medie- och informationssamhällets brokiga landskap; tankar som han sammanfattat i verket Imagologies: Media Philosophy (jämte Mark C. Taylor, 1994). Han har också odlat ett intresse för företagsledarskapets filosofi och varit en finländsk banbrytare på området. En milstolpe inom denna sektor är den tillsammans med företagsledaren Ensio Miettinen utgivna boken Muutostekijä (1990). Bland hans övriga arbeten märks den populärt hållna Länsimaisen filosofian historia huipulta huipulle (1985), ett antal skönlitterära verk, läroböcker i filosofi, en studie över Jörn Donner och en intervjubok med ishockeytränaren Curt Lindström. Saarinen har vidare verkat som konsult vid bland annat Nokia och bedrivit föreläsningsverksamhet genom bolaget Muutostehdas Oy.

## Utmärkelser
- Terra Mariana-korsets orden, tredje graden,  9 maj 2014[2]
- Riddartecknet av I klass av Finlands Vita Ros’ orden,  6 december 2019[3]

[Redigera Wikidata]